# Motilla del Palancar
Motilla del Palancar es un municipio y localidad española de la provincia de Cuenca, en la comunidad autónoma de Castilla-La Mancha. Cuenta con una población de 6259 habitantes (INE 2024). La localidad es atravesada por la antigua N-3 y se encuentra a un par de kilómetros de la autovía A-3.

## Toponimia

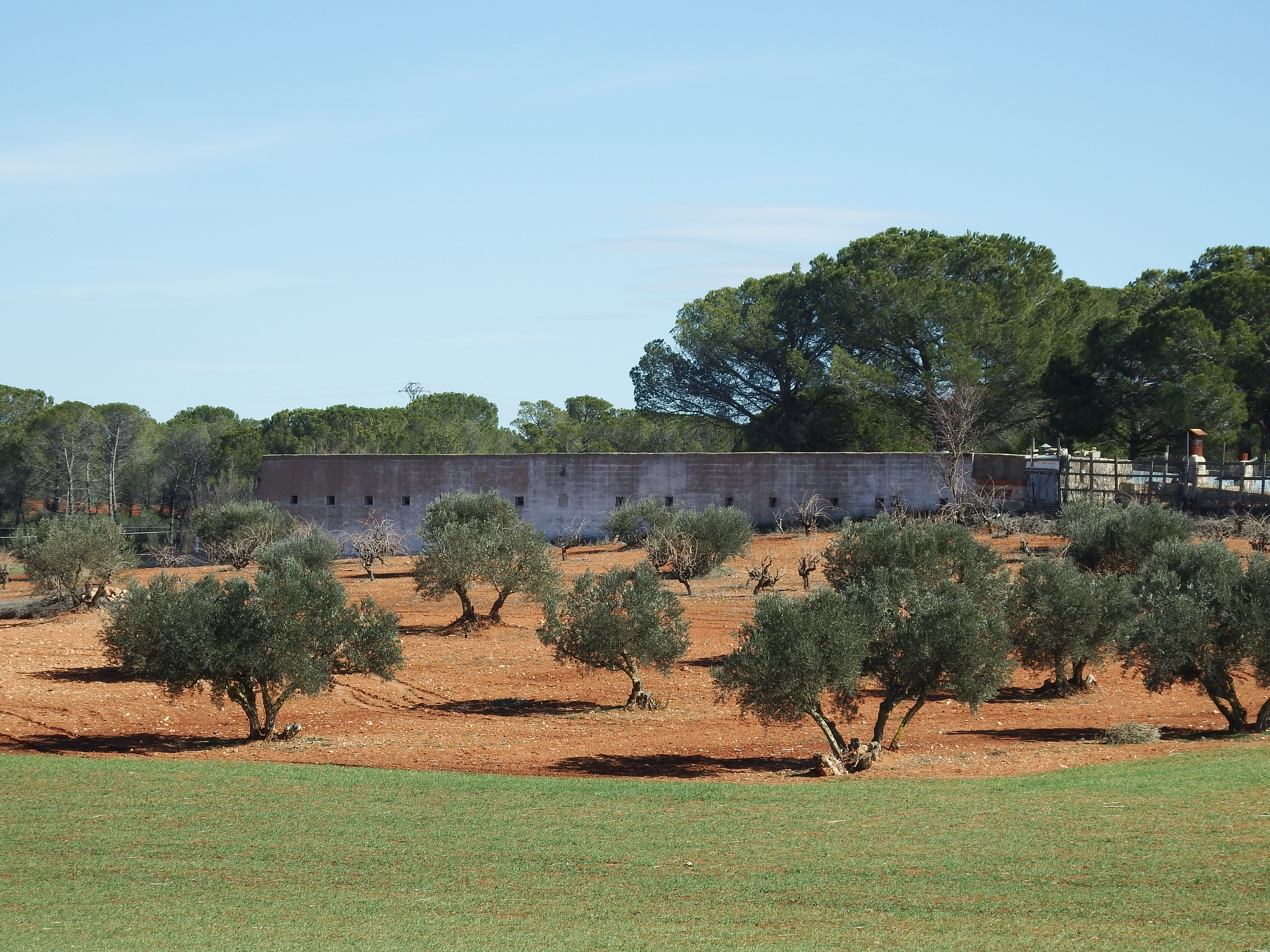
Paisaje en Motilla del Palancar

Motilla es un topónimo frecuente en La Mancha, asociado a elevaciones del terreno. Se relaciona especialmente a montículos en los que se ha encontrado un tipo de restos arqueológicos que dan nombre a una cultura prehistórica, las estructuras propias de la denominada Cultura de Las Motillas o Bronce Manchego. Datables arqueológicamente entre el 1700 y el 1300 antes de Cristo, se trata de construcciones asociadas a la gestión del agua en el territorio, descritas como depósitos de agua fortificados. Existen 31 de estas motillas constatadas en Castilla-La Mancha.
Motilla derivaría de 'mota', término que la RAE define en su sexta acepción como 'elevación del terreno de poca altura, natural o artificial, que se levanta sola en un llano'. Algunos autores sostienen que la motilla en este caso sería el lugar llamado El Calvario, que, en principio, no presenta restos de la Edad del Bronce y se considera una motilla natural. Sí que se han encontrado huellas de la Edad del Bronce en el cerro Talayón, que domina la cuenca del río Valdemembra y el barranco de la Cañada Romera; presenta una superficie de 2500 m², protegido en su perímetro por una muralla de 1 o 2 metros de anchura y en sus extremos parece encontrarse restos de sendas torres. Mota es también un topónimo frecuente, asociado igualmente a colinas y fortificaciones, o bien a la séptima acepción del término en el DLE de la RAE, relacionado con la conducción de agua en un campo mediante elevaciones de tierra.
La mención más antigua que se conoce del nombre actual de la villa data del 23 de marzo de 1481, en el documento titulado precisamente Amojonamiento de Motilla del Palancar, custodiado en el Archivo de la Chancillería de Granada (AChGr). 01RACH/ Caja 2803, Pieza 8 (99rº - 117vº). En este documento, se deslindan los terrenos de Barchín del Hoyo y Motilla del Palancar, tras un conflicto por la gestión de los bosques de pinos. Pues bien, los 'palancares' son precisamente bosques, generalmente pinares, del latín palanga, y este del griego φάλαγξ, -γγος phálanx, -ngos con el significado de 'rodillo' o 'tronco'.

## Geografía
El término municipal se extiende por una superficie de 73,89 km². Se encuentra en la ribera izquierda del Júcar a 66 kilómetros de Cuenca, siendo un punto de enlace entre Valencia, Albacete, Madrid y Cuenca. Está atravesada por la Autovía del Este (entre los pK 211 y 213), por la antigua N-3 y por la carretera autonómica CM-220. Sus coordenadas son 39° 34' N de latitud y 1° 53' O de longitud. La altitud del pueblo es de unos 831 m sobre el nivel del mar. El terreno es bastante llano, siendo su mayor altura un monte situado al noroeste llamado Morrones (935 m). El territorio es atravesado por el río Valdemembra, afluente del Júcar. Su clima es continental siendo la temperatura media anual de 12'7 °C y las precipitaciones totales anuales de 480 mm. Forma parte de la comarca de Manchuela conquense, siendo el segundo municipio más poblado. 
| Noroeste: Alarcón y Gabaldón | Norte: Gabaldón | Noreste: Campillo de Altobuey |
| Oeste: Alarcón               |                 | Este: Castillejo de iniesta   |
| Suroeste: Alarcón y El Peral | Sur: El Peral   | Sureste: Iniesta              |

### Clima
| Parámetros climáticos promedio de Motilla del Palancar en el periodo 1961-2003 | Parámetros climáticos promedio de Motilla del Palancar en el periodo 1961-2003 | Parámetros climáticos promedio de Motilla del Palancar en el periodo 1961-2003 | Parámetros climáticos promedio de Motilla del Palancar en el periodo 1961-2003 | Parámetros climáticos promedio de Motilla del Palancar en el periodo 1961-2003 | Parámetros climáticos promedio de Motilla del Palancar en el periodo 1961-2003 | Parámetros climáticos promedio de Motilla del Palancar en el periodo 1961-2003 | Parámetros climáticos promedio de Motilla del Palancar en el periodo 1961-2003 | Parámetros climáticos promedio de Motilla del Palancar en el periodo 1961-2003 | Parámetros climáticos promedio de Motilla del Palancar en el periodo 1961-2003 | Parámetros climáticos promedio de Motilla del Palancar en el periodo 1961-2003 | Parámetros climáticos promedio de Motilla del Palancar en el periodo 1961-2003 | Parámetros climáticos promedio de Motilla del Palancar en el periodo 1961-2003 | Parámetros climáticos promedio de Motilla del Palancar en el periodo 1961-2003 |
| Mes | Ene.                                                                           | Feb.                                                                           | Mar.                                                                           | Abr.                                                                           | May.                                                                           | Jun.                                                                           | Jul.                                                                           | Ago.                                                                           | Sep.                                                                           | Oct.                                                                           | Nov.                                                                           | Dic.                                                                           | Anual                                                                          |
| --- | ------------------------------------------------------------------------------ | ------------------------------------------------------------------------------ | ------------------------------------------------------------------------------ | ------------------------------------------------------------------------------ | ------------------------------------------------------------------------------ | ------------------------------------------------------------------------------ | ------------------------------------------------------------------------------ | ------------------------------------------------------------------------------ | ------------------------------------------------------------------------------ | ------------------------------------------------------------------------------ | ------------------------------------------------------------------------------ | ------------------------------------------------------------------------------ | ------------------------------------------------------------------------------ |
| Temp. máx. media (°C) | 8.7                                                                            | 10.6                                                                           | 14.2                                                                           | 16.8                                                                           | 20.7                                                                           | 25.9                                                                           | 30.5                                                                           | 30                                                                             | 25.7                                                                           | 19.1                                                                           | 12.8                                                                           | 9.1                                                                            | 18.7                                                                           |
| Temp. media (°C) | 4.2                                                                            | 5.3                                                                            | 8.1                                                                            | 10.7                                                                           | 14.5                                                                           | 19.2                                                                           | 23                                                                             | 22.6                                                                           | 19                                                                             | 13.3                                                                           | 8                                                                              | 4.8                                                                            | 12.7                                                                           |
| Temp. mín. media (°C) | -0.3                                                                           | 0                                                                              | 2                                                                              | 4.6                                                                            | 8.3                                                                            | 12.5                                                                           | 15.5                                                                           | 15.2                                                                           | 12.3                                                                           | 7.4                                                                            | 3.1                                                                            | 0.4                                                                            | 6.7                                                                            |
| Precipitación total (mm) | 44                                                                             | 53                                                                             | 45                                                                             | 48                                                                             | 53                                                                             | 35                                                                             | 11                                                                             | 20                                                                             | 36                                                                             | 56                                                                             | 42                                                                             | 37                                                                             | 480                                                                            |
| Fuente: Ministerio de Agricultura, Alimentación y Medio Ambiente. Datos de precipitación para el periodo 1961-2003 y de temperatura para el periodo 1961-2003 en Motilla del Palancar (8966). |                                                                                |                                                                                |                                                                                |                                                                                |                                                                                |                                                                                |                                                                                |                                                                                |                                                                                |                                                                                |                                                                                |                                                                                |                                                                                |

## Historia
Las referencias más antiguas conocidas de este pueblo son los restos arqueológicos encontrados en el cerro Talayón que nos remontan a la Edad del Bronce, en el II Milenio a. C. El cerro en altura domina la cuenca del río Valdemembra y el barranco de la Cañada Romera, presenta una superficie de 2500 m², protegido en su perímetro por una muralla de uno o dos metros de anchura y en sus extremos parece encontrarse restos de sendas torres.
En la década de 1980 se realizaron excavaciones no autorizadas y como resultado se conoce gran número de vasijas, objetos de hueso y un hacha pulimentada de gran calidad, todos ellos de la Edad de Bronce que se encuentran en el Museo de Cuenca. Los investigadores determinan que Motilla del Palancar sería el punto más oriental de los límites territoriales de los carpetanos lo cual se ha ido debatiendo a medida que han avanzado las investigaciones hasta incluir las tierras de Motilla dentro de los límites territoriales olcades-carpetanos.
De época romana existe constancia del descubrimiento de varias monedas, ases y denarios. También hay constancia de presencia visigoda según lo demuestra el descubrimiento de sepulturas de esta época que casualmente se encontraron a mediados del siglo XX, tal y como se recoge en el libro Mis notas para la Historia de Motilla del Palancar (Cuenca) de Antonio Navarro García.
Por el momento resulta difícil de precisar el origen de este pueblo. Pero lo que la historia sí deja claro es que tanto el nacimiento como los primeros siglos de andadura de Motilla del Palancar estuvieron estrechamente ligados a Alarcón, tradicionalmente se ha dicho que Motilla comenzó a existir siendo «Los pajares de Alarcón», recibiendo esta denominación al estar situada en medio de una fértil vega muy apta para el cultivo. Alarcón en el año 784 ya era considerada por los árabes como una importante fortaleza y uno de los pilares del reino de Toledo, por lo que no resulta descabellado pensar que el actual enclave de Motilla del Palancar se remonta como mínimo al siglo VIII. No se sabe en qué momento surge el enclave en que hoy se conoce, cerca del paraje denominado El Palancar, pero según se cree este asentamiento surge junto a la senda de Alarcón, entre las calles San Lorenzo y Pérez Galdós, en una pequeña altura al abrigo del norte.
Motilla del Palancar habría sido entonces de fundación musulmana, siendo conquistada por Alfonso VI, en el año 1085 (noventa y nueve años antes que Alarcón), al rey agareno de Sevilla, formando con Cuenca y Huete la dote de Zaida... esposa después del referido Alfonso VI con el nombre de Isabel de Castilla... Esto no significó el paso definitivo al poder cristiano sino que, durante casi un siglo, se estuvieron produciendo en estas tierras escaramuzas entre los unos y los otros. De manera que, hasta que en el año 1177 no cae la ciudad de Cuenca en manos cristianas y se inicia el avance cristiano hacia tierras de Levante con dirección a la cuenca del Cabriel, conquistando todas las fortalezas que se encuentran a su paso, Alarcón en el año 1184, Iniesta en el año 1185, no se puede hablar del paso definitivo de Motilla del Palancar a poder cristiano. En el año 1212 recibiría el Fuero Real por combatir en las Navas de Tolosa junto a Alfonso VI.
La mención más antigua que se conoce del nombre actual de la villa data del 23 de marzo de 1481, en el documento titulado precisamente Amojonamiento de Motilla del Palancar, custodiado en el Archivo de la Chancillería de Granada (AChGr). 01RACH/ Caja 2803, Pieza 8 (99rº - 117vº). En este documento, se deslindan los terrenos de Barchín del Hoyo y Motilla del Palancar, tras un conflicto por la gestión de los bosques de pinos. 

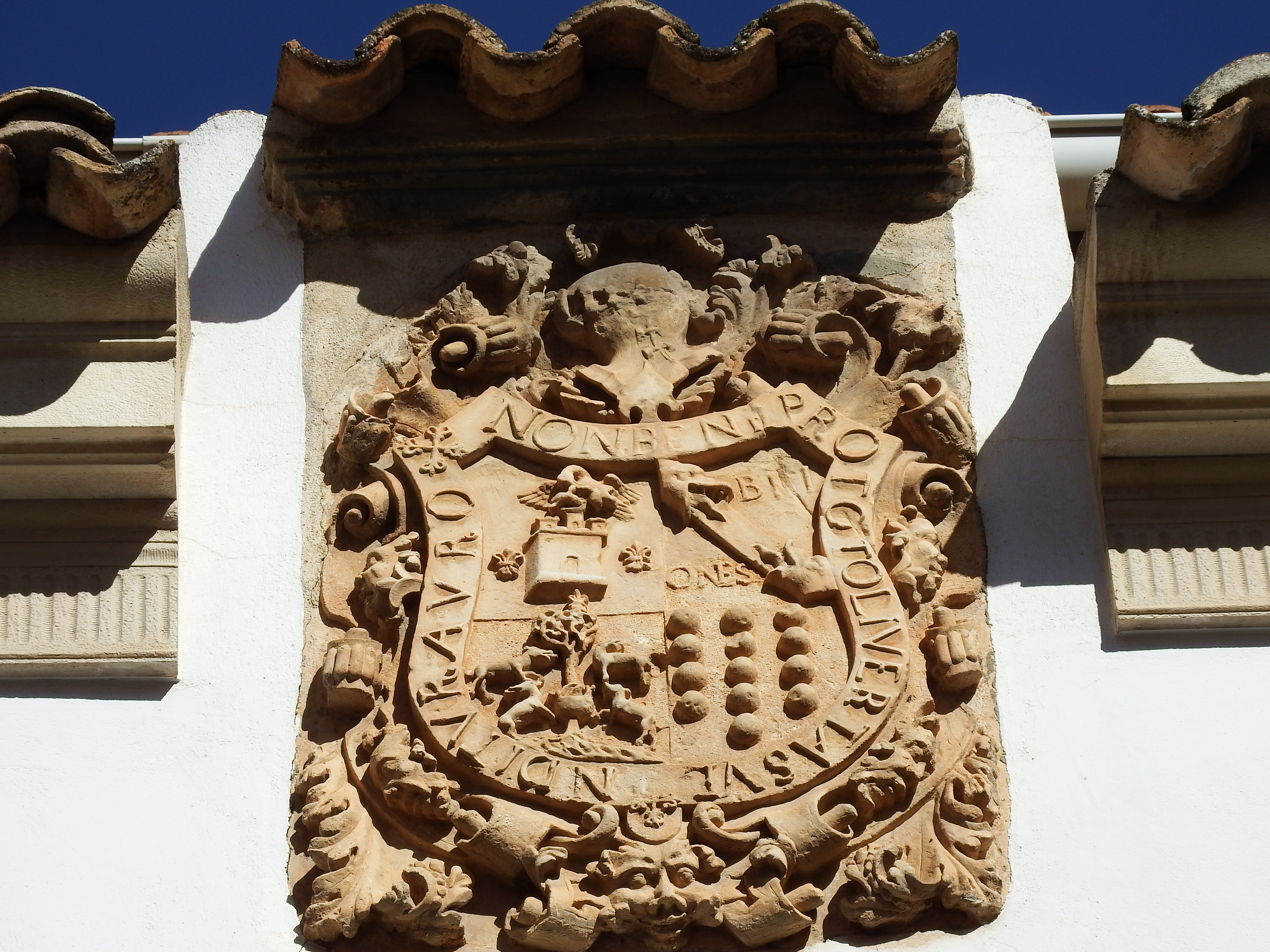
Escudo de armas en un edificio de la localidad

En 1552 en un manuscrito de la Biblioteca de El Escorial contiene una relación de los pueblos de la diócesis de Cuenca ordenada por Felipe II en la que se dice que «La Motilla» cuenta con 462 vecinos y 7 clérigos y relata una serie de alcabalas o rentas que pagan éstos. Como anteriormente se ha dicho, el origen y destino de Motilla del Palancar, estuvo estrechamente unido al de Alarcón durante siglos, hasta que el 4 de mayo de 1489, deja de ser aldea de Alarcón, por carta de los Reyes Católicos, donde se le marcan los límites de su término. Iniciándose su andadura como pueblo. Al año siguiente el 16 de enero la villa de Motilla concede jurisdicción a su aldea, Gabaldón.
En el catastro del marqués de la Ensenada en el 1752 aparecen diversas relaciones de parajes o caminos y del patrimonio del pueblo que contaba por aquel entonces por ejemplo con 450 casas, 4 molinos de aceite, 4 hornos de pan, 10 calderas de aguardiente, una cárcel, 400 colmenas, 600 jumentos... En 1808 se inicia la Guerra de la Independencia Española, según Torres Mena en Noticias Conquenses llegaron los franceses hasta estas tierras tras salir de Cuenca el 17 de junio de 1808, no encontrando ni alcalde ni apenas vecinos pues se habían escondido en los montes. Rafael Mateo Sotos en Monografías de historias de Albacete y Pérez Galdós en Los Episodios Nacionales mencionan también la población como zona de paso de las tropas de Napoleón.

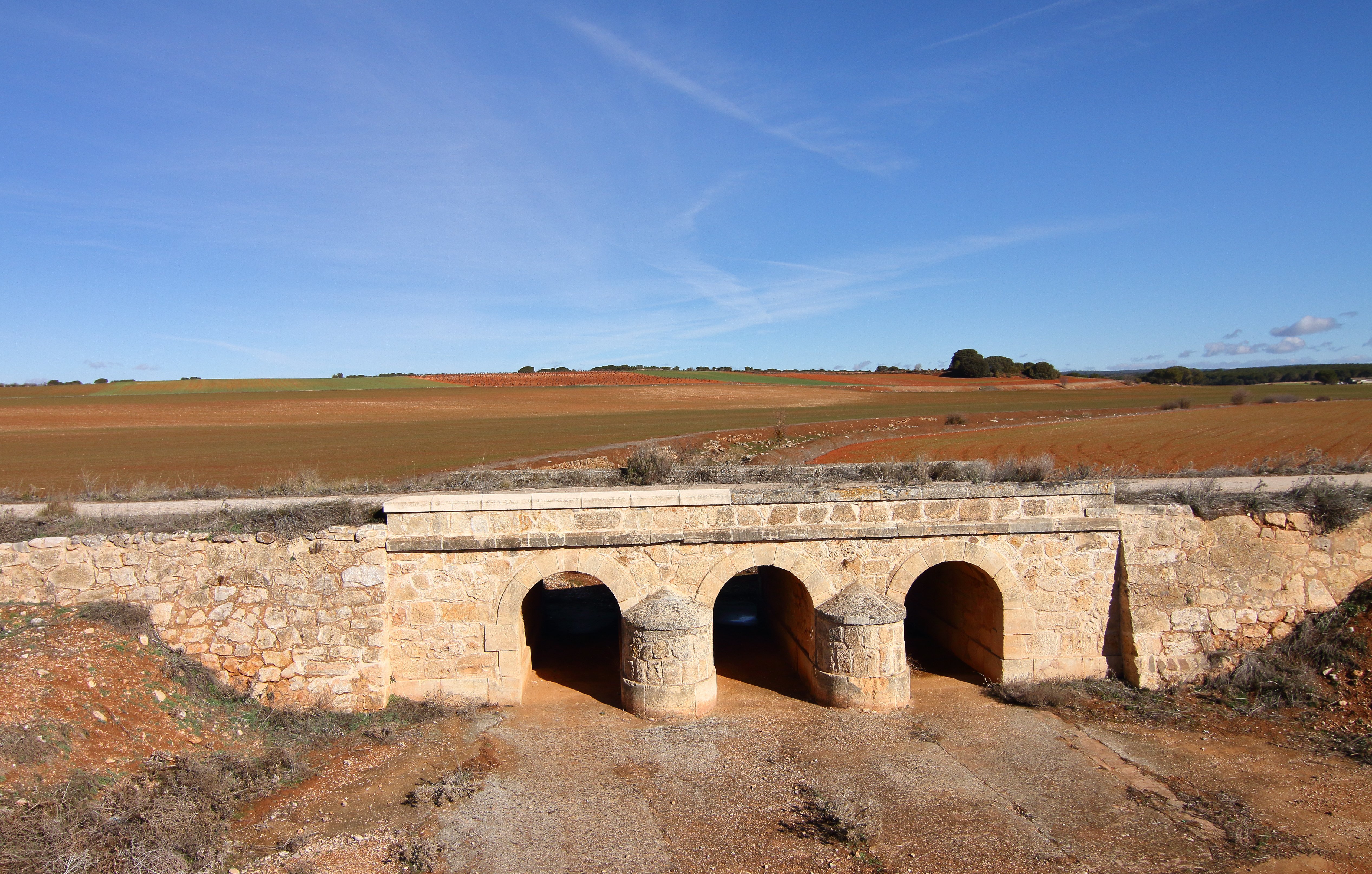
Puente de los Tres Ojos sobre el río Valdemembra

En plena Guerra de la Independencia, Motilla del Palancar sufre dos avenidas por desbordamiento del río Valdemembra, una en el año 1811 y otra en el año 1812, en las que se produce una única víctima mortal. Poco después en el año 1834, Motilla del Palancar, consigue la titularidad de partido judicial tras una gran disputa con Iniesta y Villanueva de la Jara.
Durante las guerras carlistas en la provincia de Cuenca, Motilla estuvo al margen de las escaramuzas y los grandes escenarios de batalla al no haber en ella fuerte alguno, aunque se caracterizaron por la utilización de guerrillas secundadas por el apoyo popular y autofinanciadas con las incautaciones de tributos víveres y armas en los pueblos de la Manchuela teniendo en jaque a la población. En la localidad solo se tiene constancia de su paso en 1873 y de una partida de avanzadilla en el 1874.

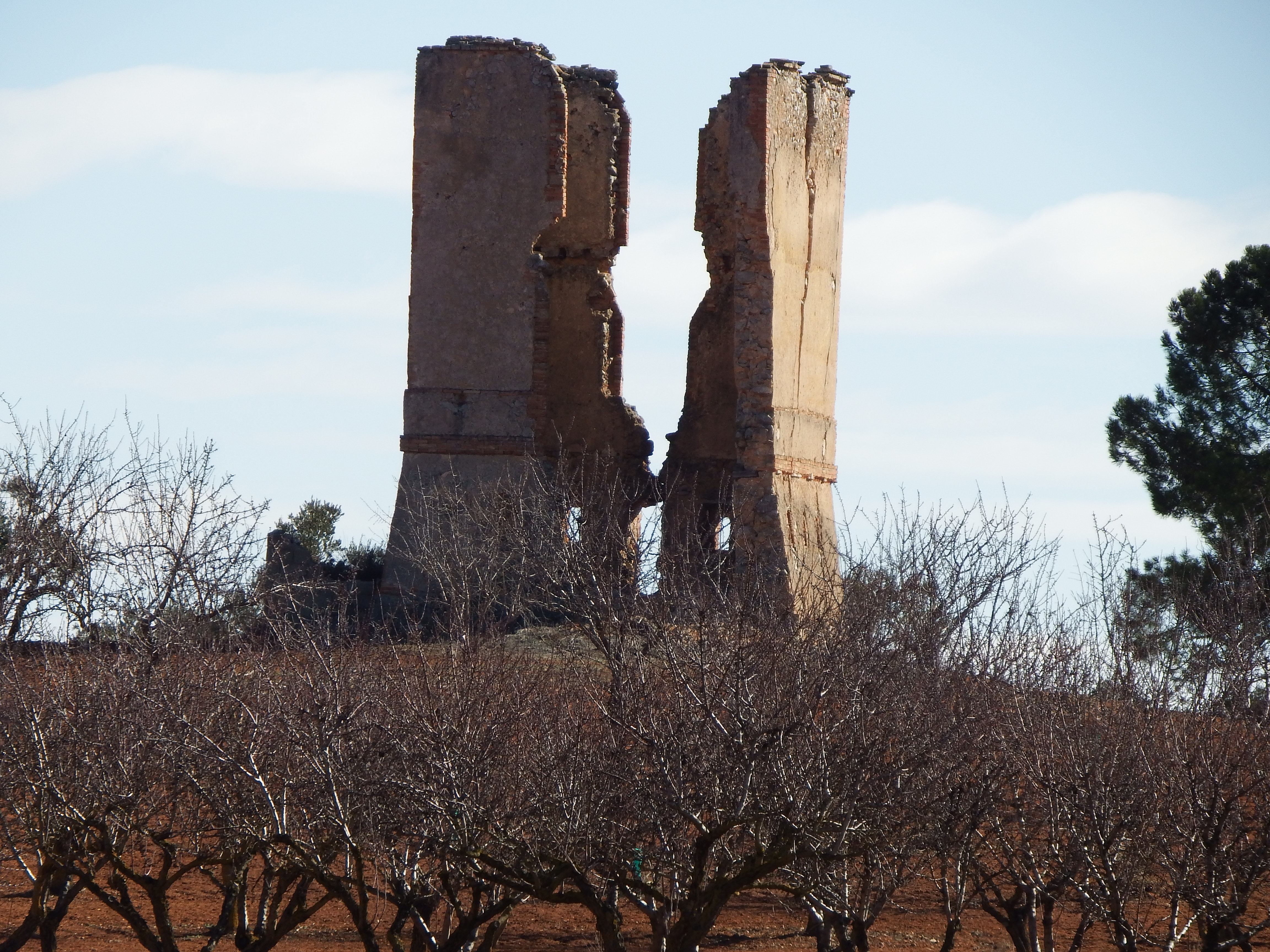
Torre de telegrafía óptica de Motilla

En el año 1885 el cólera azotó la península y se produjeron unas 120 000 muertes, siendo la catástrofe demográfica más grave de la época. El día 7 de julio según el diario de un vecino de Motilla (Andrés López Casas), ya se habían dado los primeros casos de cólera en esta comarca, por lo que los vecinos acuerdan bajar a La Purísima Concepción con el fin de darles protección. Aunque muchas familias huyeron al campo y se tomaron medidas como la de quemar grandes cantidades de azufre en las calles o poner el manto de la virgen en la Bola de la Torre, poco pudieron hacer pues el primer fallecimiento se produce el día 30 de julio y hasta el día 17 de septiembre fallecen 196 personas de todas las edades. En el año 1887 el francés M. de la Martiniere proyectó el trazado de la vía de ferrocarril Madrid-Valencia por Motilla del Palancar, proyecto que se daba por hecho en los periódicos de la época aunque finalmente se aprobó el presentado por la Compañía de los Caminos de Hierro del Norte de España, cuyo trazado pasaba por Landete.
El 18 de septiembre de 1921, a las nueve de la noche, el Valdemembra sufre de nuevo una gran crecida debido a una fuerte tormenta, el desbordamiento se produce al quedarse el agua embalsada en el puente de los tres ojos, en la carretera de Campillo, llegando en pocos minutos a inundar el Riato, muriendo 13 personas y produciendo innumerables daños materiales por lo que se acuerda para poder contener futuras avenidas de agua construir un muro de piedra desde la Carretera hasta el Calvario.
El diario satírico en línea El Mundo Today hace referencia a Motilla del Palancar de forma recurrente como arquetipo de la España rural.

## Patrimonio
Iglesia de San Gil Abad. El templo parroquial tiene dos fases de construcción, la primera en el siglo XVI, de la que destaca su espléndida cabecera levantada por Juan de Alviz en estilo tardogótico. Pero el resultado final del templo se debe al importante arquitecto cortesano fray Alberto de la Madre de Dios, que se encarga de la ampliación del templo siguiendo la estructura precedente, consiguiendo un espacio de gran armonía y elegancia. Siguiendo las trazas del arquitecto carmelita, los maestros Antonio de Mazas y Juan de Andizpe, se encargaron de las obras. Fray Alberto fue uno de los arquitectos más importantes de España en el primer tercio del siglo XVII, diseñó la villa de Lerma para el valido del rey Felipe III y el monasterio de la Encarnación de Madrid para la reina Margarita.
El fallecimiento en 1637 de Juan de Andizpe, que dirigía las obras, y los consiguientes pleitos entre sus descendientes y los mayordomos de la iglesia, impidieron la finalización de la obra, quedando sin terminar una torre y la portada principal. Sobre la autoría de fray Alberto no hay ninguna duda, pues en la documentación se menciona que el carmelita realizó las trazas y recomendó a Antonio de Mazas y Juan de Andizpe, sus maestros favoritos, para que dirigieran las obras[1].   Está claro que la ejecución respetó totalmente las trazas de fray Alberto pues las basas y capiteles, así como el peralte de los arcos, nos recuerdan a los de la iglesia de Santo Domingo de Huete, mientras que la torre evidencia un claro paralelismo con la de la iglesia de Buendía. Solamente, cuando el pleito citado obstaculizó la continuación de las obras se llegó a alterar el proyecto con la realización de una escalera, la portada del cierzo y la bóveda de la capilla del bautismo, que no estaban previstas en el contrato. 
La iglesia es una de las mejores de este periodo en la provincia. Lo ampliado por fray Alberto se adapta muy bien a lo antiguo. No era la primera vez que a fray Alberto se le encargaba la ampliación de un edificio de estilo gótico. En Lerma amplió la colegiata continuando la traza gótica en el interior al tiempo que disponía un exterior plenamente clasicista, que se adapta al conjunto palacial de la villa ducal. En Motilla el carmelita continúa la distribución del templo en tres naves, pero dispone pilares clasicistas en forma de cruz con capiteles y basa de orden toscano. Los arcos están muy en la línea de lo que hemos visto en obras anteriores, con un considerable peralte y una sencillez extremada.  Las bóvedas se construyeron después de 1650. El diseño de los dibujos de las bóvedas contrasta con la austeridad de la cantería. Cada bóveda tiene un diseño de dibujos geométrico diferente, recuerdan a los que el arquitecto realizó para el convento de carmelitas descalzas de Toledo en 1633. En cuanto al exterior, fray Alberto proyectó una fachada principal que debe ponerse en relación con otra obra suya: la iglesia parroquial de Villaconejos, en Madrid. Ambas tienen dos torres y un espacio central preparado para una portada central, aunque esta última no se llevó a cabo en ninguna de estas dos obras. En el caso de Motilla, las torres (solo se construyó una) tienen tres cuerpos separados por líneas de imposta, el inferior limita su decoración al resalte de las esquinas, realizadas a modo de escoda en contraste con los muros que están labrados a picón. El segundo cuerpo es el más corto, y en la torre que se construyó servía para contener la esfera del reloj, aspecto que recuerda a la torre de la iglesia de Buendía. En ambas torres el reloj se dispone en un cuerpo de reducida altura bajo el cuerpo de campanas. El último cuerpo es el más ostentoso. Dispone un arco orientado hacia cada punto cardinal flanqueado por dos pilastras cajeadas. El diseño de este cuerpo recuerda igualmente al realizado en la torre de la iglesia de Buendía.

## Demografía
Motilla del Palancar cuenta con una población de 6259 habitantes (INE 2024).

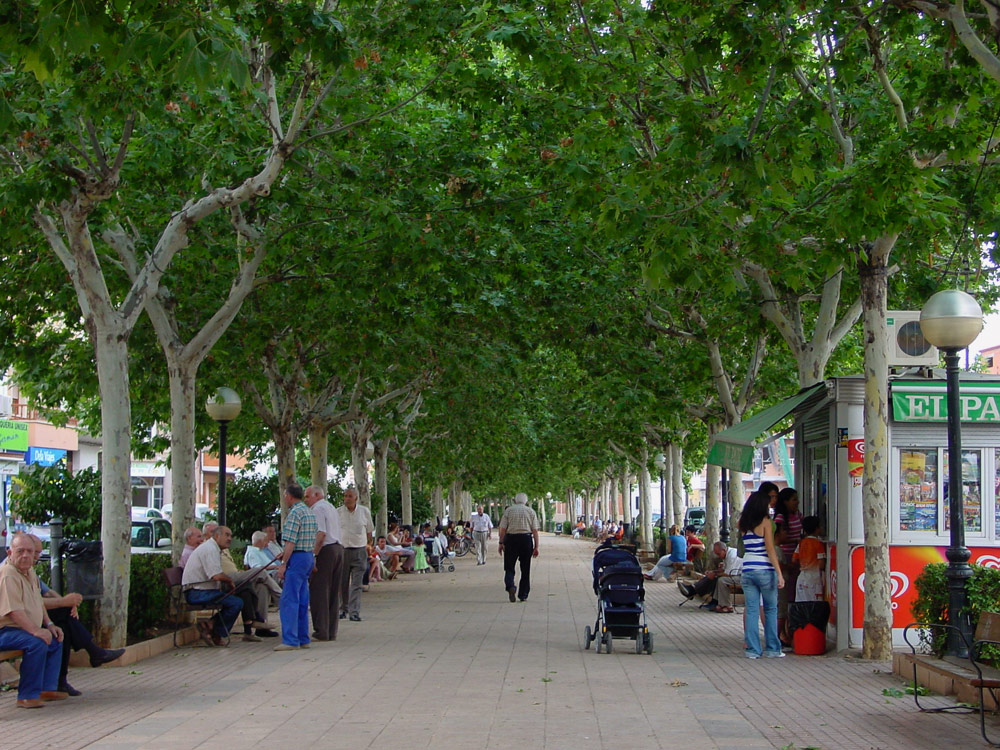
Avenida del Riato en el

| Gráfica de evolución demográfica de Motilla del Palancar entre 1842 y 2021                                          |
| |
| Población de derecho según los censos de población del INE Población de hecho según los censos de población del INE |

## Fiestas
- San Antón. Se celebra el 17 de enero. Bendición de animales, subasta de donaciones y los tradicionales tostones.
- Jueves Lardero. Se celebra el jueves anterior a la Cuaresma, significa 'Jueves de Tocino' y según la tradición cristiana es el último día que se puede comer carne.
- Carnavales. A pesar de los fríos reinantes por estas tierras, cuando llega el momento de los Carnavales, Motilla se lanza a la calle a vivir días de diversión y llenando de colorido las calles del pueblo.
- Semana Santa. Llena de devoción y colorido comienza con la representación de La Pasión Viviente por las calles del pueblo y termina con la Procesión del Encuentro.
- Los Mayos. Son coplillas que el 30 de abril cantan los Quintos y los Soldaos a la Virgen y a las mozas de la localidad.
- San Isidro Labrador. Se celebra el 15 de mayo. La fiesta campera por excelencia de Motilla en la que todo el pueblo celebra la Romería en el paraje de las Reillas. Fiesta, folklore, juegos y diversión en la naturaleza.
- Corpus Christi. El día del Señor los vecinos de las calles por las que pasa la procesión las decoran con alfombras de serrín multicolor, y los niños que han tomado la comunión, tiran pétalos de rosa durante la procesión.
- San Cristóbal. 10 de julio. Es el patrón de los conductores, combinándose en esta jornada las actividades religiosas y las festivas.
- Fiestas Patronales. Del 1 al 7 de septiembre tienen lugar las ferias y fiestas, de gran interés comarcal, en honor al patrón local San Gil Abad.
- Inmaculada Concepción. En diciembre se celebra la festividad de la Patrona, la Inmaculada Concepción, devoción que se conoce desde 1614, desde el año 1931 se realizan los actos solemnes durante 2 días, el 8 y 9 de diciembre. En la víspera, es decir el día 7 se lleva de vuelta a la patrona a su ermita y se canta el Santo Dios (canción religiosa). El día siguiente es el día propio de la Inmaculada Concepción, y el día 9 es el segundo día de la virgen y se celebra una misa en la que participan varios sacerdotes de la comarca.